# Comté de Montgomery (Missouri)
Pour les articles homonymes, voir Comté de Montgomery.
Le comté de Montgomery (Montgomery  county) est un comté du Missouri aux États-Unis. Le siège du comté se situe à Montgomery City. Le comté fut nommé en hommage au général Richard Montgomery tué en 1775 en essayant de capturer la ville canadienne de Québec. Au recensement de 2000, la population était constituée de 12 136 habitants. 

## Géographie
Selon le bureau du recensement des États-Unis, le comté totalise une surface 1 399 km2 dont 7 km2 d’eau. 

### Comtés voisins
- Comté d'Audrain (au nord-ouest)
- Comté de Pike (au nord-est)
- Comté de Lincoln (à l'est)
- Comté de Warren (au sud-est)
- Comté de Gasconade (au sud)
- Comté de Callaway (à l'ouest)

### Routes principales
- Interstate 70
- U.S. Route 40
- Missouri State Highway 19
- Missouri State Highway 94
- Missouri State Highway 161

## Démographie
Selon le recensement de 2000, sur les 12.136 habitants, on retrouvait 4.775 ménages et 3.337 familles dans le comté. La densité de population était de 9 habitants par km² et la densité d’habitations (5.276 au total) était de 4 habitations par km². La population était composée de 95,97 % de blancs, de 2,04 % d’afro-américains, de 0,24 % d’amérindiens et de 0,26 % d’asiatiques.
25,40 % des ménages avaient des enfants de moins de 18 ans et 56,9 % étaient des couples mariés. 25,4 % de la population avait moins de 18 ans, 7,4 % entre 18 et 24 ans, 26,1 % entre 25 et 44 ans, 23,9 % entre 45 et 64 ans et 17,2 % au-dessus de 65 ans. L’âge moyen était de 39 ans. La proportion de femmes était de 100 pour 98,1 hommes.
Le revenu moyen d’un ménage était de 32.772 dollars.

## Villes et cités
| - Bellflower - Bluffton - Buell | - High Hill - Jonesburg - McKittrick | - Middletown - Mineola - Montgomery City | - New Florence - Rhineland - Wellsville |